# La Piste des caribous
Pour plus de détails, voir Fiche technique et Distribution.
La Piste des caribous (The Cariboo Trail) est un western américain réalisé par Edwin L. Marin, sorti en 1950.

## Synopsis
Au Canada, en Colombie-Britannique, Jim Redfern et ses associés Mike Evans et Ling suivent la « piste des caribous » avec leur bétail, souhaitant s'établir pour créer leur ranch. Une ruée vers l'or amène le prospecteur « Grizzly » Winters à les rejoindre. Frank Walsh, un riche propriétaire ayant mainmise sur la ville locale, s'oppose bientôt avec ses hommes de main à Jim. En ville, ce dernier rencontre Frances Harrison dont il s'éprend...

## Fiche technique
- Titre : La Piste des caribous
- Titre original : The Cariboo Trail
- Réalisation : Edwin L. Marin
- Réalisation de seconde équipe : Arthur Rosson
- Scénario : Frank Gruber, d'après une histoire de John Rhodes Sturdy
- Musique et direction musicale : Paul Sawtell
- Directeur de la photographie : Fred Jackman Jr.
- Directeur artistique : Arthur Lonergan
- Décors de plateau : Al Orenbach
- Costumes : Maria Donovan
- Montage : Philip Martin
- Producteurs : Nat Holt et Harry Howard (associé)
- Compagnie de production : Nat Holt Productions
- Compagnie de distribution : 20th Century Fox
- Genre : Western
- Couleur (Cinecolor (en)) - 1 h 21 min
- Date de sortie :
  - États-Unis : 1er août 1950

## Distribution
- Randolph Scott : Jim Redfern
- Gabby Hayes[1] : Oscar « Grizzly » Winters
- Bill Williams : Mike Evans
- Karin Booth : Frances Harrison
- Victor Jory : Frank Walsh
- Douglas Kennedy : Murphy
- Jim Davis : Bill Miller
- Dale Robertson : Will Gray
- Mary Stuart : Jane Winters
- James Griffith : Higgins
- Lee Tung Foo : Ling
- Tony Hughes : Dr John S. Rhodes
- Mary Kent : Mme Martha Winters
- Ray Hyke : Jones
- Jerry Root : Jenkins
- Cliff Clark : Assayer
- Tom Monroe : le barman
- Fred Libby : Chief White Buffalo
- Kansas Moehring : le conducteur de diligence
- Dorothy Adams : la gouvernante

## Note et référence
1. ↑  La Piste des caribous est le dernier film tourné par Gabby Hayes (voir sa fiche IMDb).